# Jagodzin (obwód kijowski)
Jagodzin (ukr. Яготин, Jahotyn) – miasto na Ukrainie, w obwodzie kijowskim, w rejonie boryspolskim. Do 2020 roku siedziba władz rejonu jagodzińskiego.
Stacja kolejowa. Leży nad rzeką Supij, na Nizinie Naddnieprzańskiej.

## Historia
Miejscowość założona w 1552.
Miasto królewskie Jahotyn położone było w pierwszej połowie XVII wieku w starostwie perejasławskim w województwie kijowskim.
Status miasta posiada od 1957.

## Demografia
W 1959 liczyło 13 950 mieszkańców.
W 1974 liczyło 19 tys. mieszkańców.
W 1989 liczyło 25 278 mieszkańców.
W 2013 liczyło 20 445 mieszkańców.
W 2018 liczyło 19 818 mieszkańców.